# Hajr Dżamus Saghir
Hajr Dżamus Saghir – wieś w Syrii, w muhafazie Idlib. W 2004 roku liczyła 432 mieszkańców.